# 于爾達達爾峰
61°33′05″N 8°22′41″E / 61.55139°N 8.37806°E

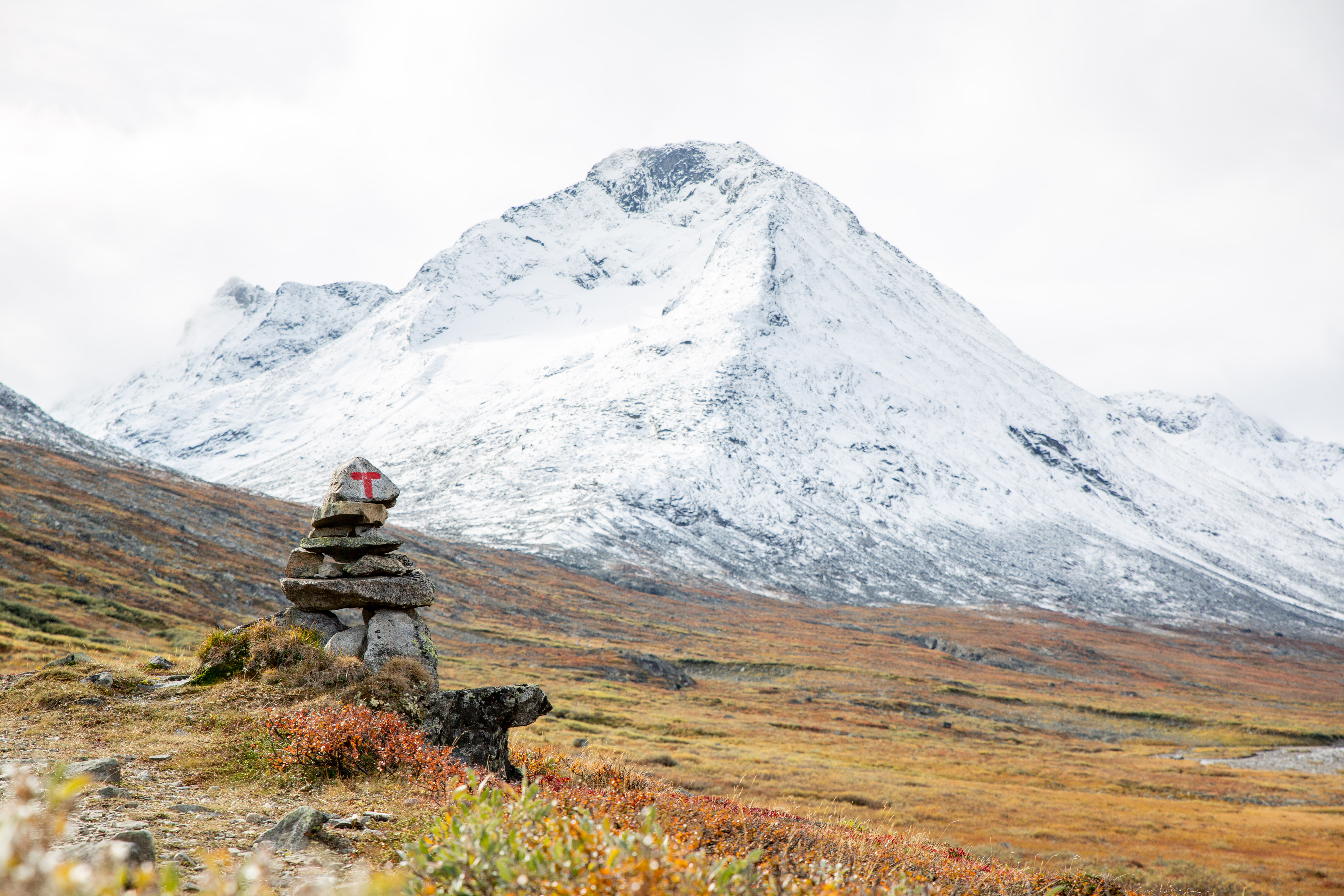

于爾達達爾峰是挪威的山峰，位於該國東南部內陸郡，處於洛姆，距離首都奧斯陸220公里，屬於尤通黑門山脈的一部分，海拔高度2,116米。